# Урожай (російське спортивне товариство)
«Урожа́й» — сільське добровільне спортивне товариство Росії (раніше — РРФСР), створене 1956 року. 
Створене 1936 року. 1956 року відбулася реорганізація — ДСТ «Урожай» об'єднало республіканське сільське товариство «Колгоспник» (рос. Колхозник) та республіканське профспілкове товариство «Урожай».
Станом на 1960 рік у складі товариства було 27 762 колективів фізичної культури, що об'єднували 1955 тисяч осіб. За 1959 рік «Урожай» підготував 20 майстрів спорту.
Первинними організаціями товариства були колективи фізичної культури в колгоспах, радгоспах, РТС, на сільськогосподарських підприємствах, в установах та навчальних закладах за наявності не менше 25 осіб, що займаються фізкультурою та спортом. Членами «Урожаю» могли бути колгоспники, робітники, службовці, учні, інженерно-технічні працівники, вчителі, медичні та ін. працівники, що проживають або працюють у сільській місцевості Російської Федерації, а також члени їх сімей, які досягли 14-річного віку.
Станом на 1972 рік «Урожай» об'єднував 4,833 млн фізкультурників (з усіх 24,923 млн фізкультурників республіки).

## Відомі спортсмени
Чемпіони світу чи Олімпійських ігор:
- Алі Алієв (вільна боротьба)
- Володимир Барнашов (біатлон)
- Ардаліон Ігнатьєв (біг на короткі дистанції)
- Олена Пєтушкова (кінний спорт)
- Раїса Сметаніна (лижні перегони)